# Li Lingjuan
Li Lingjuan   (República Popular de la Xina, 10 d'abril de 1966) és una ex-tiradora amb arc xinesa que va competir durant la dècada de 1980.
El 1984 va prendre part en els Jocs Olímpics de Múnic, on va guanyar la medalla de plata en la prova individual del programa de tir amb arc.